# Hollywood Walk of Fame/Kategorie Bühne
Hier finden sich die mit einem Stern der Kategorie Live Performance (früher: Theatre) auf dem Hollywood Walk of Fame ausgezeichneten Künstler.

## A
| Name         | Adresse                  |
| ------------ | ------------------------ |
| Stella Adler | 6777 Hollywood Boulevard |
| Muhammad Ali | 6801 Hollywood Boulevard |
| Gene Autry   | 7000 Hollywood Boulevard |

## B
| Name           | Adresse                  |
| -------------- | ------------------------ |
| Gene Barry     | 6555 Hollywood Boulevard |
| Theodore Bikel | 6233 Hollywood Boulevard |
| George Burns   | 6672 Hollywood Boulevard |

## C
| Name              | Adresse                  |
| ----------------- | ------------------------ |
| George Carlin     | 1555 Vine Street         |
| David Copperfield | 7021 Hollywood Boulevard |

## D
| Name            | Adresse                  |
| --------------- | ------------------------ |
| Plácido Domingo | 7000 Hollywood Boulevard |
| Olympia Dukakis | 6233 Hollywood Boulevard |

## F
| Name                   | Adresse                  |
| ---------------------- | ------------------------ |
| The Four Step Brothers | 7000 Hollywood Boulevard |

## G
| Name          | Adresse                  |
| ------------- | ------------------------ |
| Betty Garrett | 6706 Hollywood Boulevard |
| Joel Grey     | 6753 Hollywood Boulevard |

## H
| Name          | Adresse                  |
| ------------- | ------------------------ |
| Buddy Hackett | 6834 Hollywood Boulevard |
| Jerry Herman  | 7095 Hollywood Boulevard |
| Bob Hope      | 7021 Hollywood Boulevard |
| Dolores Hope  | 7021 Hollywood Boulevard |
| Kevin Hart    | 7013 Hollywood Boulevard |

## L
| Name                            | Adresse                  |
| ------------------------------- | ------------------------ |
| Guy Laliberté                   | 6801 Hollywood Boulevard |
| Milt Larsen und Bill Larsen Jr. | 6931 Hollywood Boulevard |
| Carol Lawrence                  | 6211 Hollywood Boulevard |
| Ruta Lee                        | 6901 Hollywood Boulevard |
| Lang Lang                       | 7044 Hollywood Boulevard |

## M
| Name          | Adresse                  |
| ------------- | ------------------------ |
| Joe Mantegna  | 6654 Hollywood Boulevard |
| Liza Minnelli | 7000 Hollywood Boulevard |

## N
| Name                 | Adresse                  |
| -------------------- | ------------------------ |
| Jim Nabors           | 6435 Hollywood Boulevard |
| James L. Nederlander | 6233 Hollywood Boulevard |

## P
| Name              | Adresse                  |
| ----------------- | ------------------------ |
| Penn & Teller     | 7003 Hollywood Boulevard |
| Bernadette Peters | 6706 Hollywood Boulevard |
| Brock Peters      | 7000 Hollywood Boulevard |
| Pentatonix        | 7080 Hollywood Boulevard |

## R
| Name                         | Adresse                  |
| ---------------------------- | ------------------------ |
| John Raitt                   | 6126 Hollywood Boulevard |
| Don Rickles                  | 6834 Hollywood Boulevard |
| Jan Rooney und Mickey Rooney | 6801 Hollywood Boulevard |

## S
| Name              | Adresse                  |
| ----------------- | ------------------------ |
| Stephen Schwartz  | 6233 Hollywood Boulevard |
| Martha Scott      | 6126 Hollywood Boulevard |
| Siegfried und Roy | 7060 Hollywood Boulevard |
| Patrick Stewart   | 7021 Hollywood Boulevard |

## T
| Name       | Adresse                  |
| ---------- | ------------------------ |
| Rip Taylor | 6625 Hollywood Boulevard |
| Tommy Tune | 1777 Vine Street         |

## W
| Name                | Adresse                  |
| ------------------- | ------------------------ |
| Ray Walston         | 7070 Hollywood Boulevard |
| Andrew Lloyd Webber | 6233 Hollywood Boulevard |

## Z
| Name          | Adresse                  |
| ------------- | ------------------------ |
| Carmen Zapata | 6357 Hollywood Boulevard |